# Monkstown HC
Monkstown Hockey Club is een Ierse hockeyclub uit Dún Laoghaire. De club werd opgericht in 1894 en behoort daarmee tot de oudste hockeyclubs van Ierland. De club won de Irish League in 2013 en 2014. In het seizoen 2014/15 nam Monkstown HC voor het eerst deel aan de Euro Hockey League, waar het in de voorronde werd uitgeschakeld.

## Erelijst
- Euro Hockey Trophy (B-landen): 2014
- Irish Hockey League: 2013, 2014
- Irish Senior Cup: 1910, 1914, 2013
- Irish Junior Cup: 1906, 1908, 1909, 1951, 1969, 2010, 2013